# Linia kolejowa Strzelce Krajeńskie – Lubiana
Linia kolejowa Strzelce Krajeńskie – Lubiana – rozebrana w 1945 roku normalnotorowa linia kolejowa łącząca Strzelce Krajeńskie z Lubianą.

## Historia
Linia kolejowa została otwarta 15 lipca 1902 roku. Była na całej swojej długości była jednotorowa o rozstawie szyn wynoszącym 1435 mm. Została rozebrana w 1945 roku.